# Moravecké Pavlovice
Pour les articles homonymes, voir Pavlovice.
Moravecké Pavlovice (en allemand : Morawetz Paulowitz) est une commune du district de Žďár nad Sázavou, dans la région de Vysočina, en République tchèque. Sa population s'élevait à 45 habitants en 2020.

## Géographie
Moravecké Pavlovice se trouve à 11 km au sud de Bystřice nad Pernštejnem, à 27,5 km au sud-est de Žďár nad Sázavou, à 48 km à l'est de Jihlava et à 151 km au sud-est de Prague.
La commune est limitée par Bukov et Střítež au nord, par Drahonín à l'est et par Strážek au sud et à l'ouest.

## Histoire
La première mention écrite de la localité date de 1350.

## Administration
La commune se compose de deux quartiers :
- Habří
- Moravecké Pavlovice

## Transports
Par la route, Moravecké Pavlovice se trouve à 15 km de Bystřice nad Pernštejnem, à 33,5 km de Žďár nad Sázavou, à 50 km de Brno, à 70 km de Jihlava et à 190 km de Prague.